# Dr. Quinn, Medicine Woman
Dr. Quinn, Medicine Woman va ser una multiguardonada sèrie de televisió estatunidenca creada per Beth Sullivan, que es va emetre per la cadena CBS durant 6 temporades, des de l'1 de gener de 1993 fins al 16 de maig de 1998 en 150 episodis i posteriorment en 2 pel·lícules emeses en televisió, una vegada cancel·lada la sèrie.
Va ser un èxit immediat als Estats Units malgrat emetre's en la nit dels dissabtes. Fora d'aquest país va tenir gran èxit a Alemanya, Itàlia, Espanya, Xile i el Perú. Malgrat la cancel·lació, la sèrie s'ha mantingut en antena en diferents cadenes estatunidenques com ABC Family, Independent Television (abans la PAX TV) i Hallmark Channel.

## Argument
La història comença l'any 1867 i se centra en una doctora de Boston (Massachusetts), Michaela Quinn, "Dr. Mike" (interpretada per l'actriu Jane Seymour). Després de la mort del seu pare, Dr. Mike decideix anar-se'n a treballar a Colorado Springs (Colorado) i obrir el seu propi consultori.
Mentre intenta acostumar-se a les grans diferències entre Boston i Colorado Springs, es fa amiga de Byron Sully (interpretat per l'actor Joe Lando), amic dels indis, i de Charlotte Cooper, matrona i propietària d'una casa d'hostes (interpretada per Diane Ladd).
Després que Charlotte va ser mossegada per una serp, li demana a Michaela en el seu llit de mort que cuidi dels seus tres fills, Matthew, Colleen i Brian.
Al final Michaela s'instal·la al poble i es va adaptant a la seva nova vida com a mare i com a metgessa, malgrat la dificultat que presenta ser una dona i doctora en aquesta zona.

## Repartiment
- Jane Seymour – Dr. Michaela Quinn-Sully
- Joe Lando – Byron Sully
- Chad Allen – Matthew Cooper
- Erika Flores – Colleen Cooper Quinn Sully (temporades 1 - 3)
- Jessica Bowman – Colleen Cooper Quinn Sully Cook (temporades 3 – 6)
- Shawn Toovey – Brian Cooper Quinn Sully

## Sobre la sèrie
La sèrie era ben coneguda per l'elenc d'actors, actrius i pels seus bons guions. En molts casos, prenia aspectes reals de la història de la zona on ocorria l'acció per a desenvolupar un capítol, traslladant els fets a un petit poble plens de prejudicis i problemes.
Innombrables trames es poden traslladar a l'època actual, algun d'ells bastant controvertits, com l'episodi que se centrava en la visita de Walt Whitman i com el poble i els seus habitants responien davant la notícia de la seva homosexualitat. La religió jugava també un paper important en la trama de molts episodis.
Va haver-hi diversos canvis d'actors per a diferents personatges secundaris al llarg de la sèrie. No obstant això, el canvi més comentat va ser la substitució d'Erika Flores com Colleen Cooper per l'actriu Jessica Bowman durant la tercera temporada. A diferència d'altres actors que van signar un contracte per cinc anys, Flores va decidir que el seu havia de ser menor a aquest lapse i que el seu salari es veiés augmentat. Els rumors diuen que va ser el seu pare qui la va induir a deixar la sèrie, encara que ella sempre ho ha negat. L'actriu va explicar que va marxar per atendre certs interessos, però segons havia aclarit l'equip de producció, tals "interessos" eren l'escola.
Qualsevol que fossin les raons, l'actriu va ser reemplaçada per la CBS en poc temps, després de no atendre les seves demandes. Beth Sullivan va voler que el personatge continués i en comptes de matar-lo o haver d'explicar la seva desaparició, Jessica Bowman va ser l'encarregada de substituir-la. Encara que el personatge no va canviar en excés, la incorporació d'aquesta nova actriu li va donar una major maduresa que abans no posseïa, la qual cosa va fer que les queixes pel canvi d'actrius quedés una miqueta oblidat.
El romanç entre Michaela i Sully va ser ben rebut per l'audiència i pot ser relacionat amb la bona química dels dos actors, Jane Seymour i Joe Lando. En la tercera temporada, els personatges es casen en un episodi especial de dues hores que va aconseguir grans dades d'audiència i va ser molt publicitat en les setmanes prèvies. En la quarta temporada, l'embaràs de Jane Seymour va ser integrat en l'argument com l'embaràs del seu personatge, del qual naixeria la filla de Michaela i Sully, Katie, aconseguint un altre episodi de grans resultats d'audiència.

## Tensió entre els actors
L'elenc tenia la imatge de portar-se bé malgrat petites tensions i baralles que van portar a canvis en els actors i en els guions.
És conegut que Jane Seymour i Joe Lando van estar sortint junts al començament de la producció. Malgrat petites tensions, la majoria de vegades per la manera de veure els seus personatges i els guions, es van mantenir com a bons amics després d'acabar la sèrie.
El problema més comentat va aparèixer al final de la cinquena temporada; Joe Lando no estava content amb la direcció que estava portant el seu personatge i va considerar seriosament a abandonar-la. Beth Sullivan va decidir que, davant la indecisió de l'actor, podrien continuar sense ell, per la qual cosa en l'últim episodi d'aquesta temporada, l'audiència es queda amb el dubte de quin ha passat amb Sully en caure des d'un penya-segat. Si Joe Lando decidia tornar, podria aparèixer viu, i si no tornava, Michaela trobaria el seu cos. Amb vista a quedar-se sense un protagonista masculí en primera línia, els productors van contractar a John Schneider en el paper de Daniel Simon, el millor amic de Sully i possible nou interès romàntic de Michaela.
Al final, Joe Lando va decidir tornar després de negociacions amb l'estudi i d'una àrdua batalla dels fans de la sèrie perquè no desaparegués. La tornada va ser tan gradual que no va arribar a estar en pantalla més de sis episodis durant la sisena temporada. Aquest fet i la desaparició del personatge de Colleen mentre estava en la universitat, va fer que els índexs d'audiència decaiguessin.